# هوکان آلگوستون
هوکان آلگوستون (انگلیسی: Håkan Algotsson؛ زادهٔ ۵ اوت ۱۹۶۶) بازیکن هاکی روی یخ اهل سوئد است.